# Nicoleta Alexandru

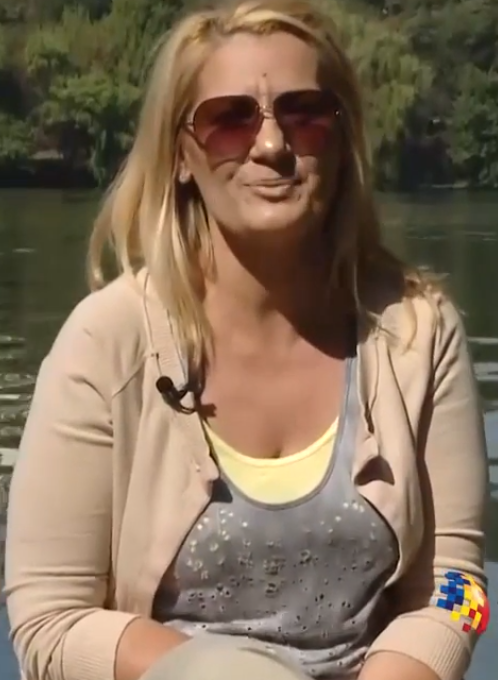
Nicoleta Alexandru

Nicoleta Alexandru (Boekarest, 1968) is een Roemeense zangeres. Ze heeft een groot gezin en een succesvolle carrière.
Nicola begon haar solocarrière in 1992 en heeft door het land getoerd zowel als voor radio en televisie opgetreden. In 2003 werd ze door het Roemeense Avantaje magazine gekozen tot "Vrouw van het Jaar". Haar lied "Lângă Mine" kreeg de "Lied van het Jaar" prijs door Bucuresti en Actualitati Radiostations en won ze met hetzelfde liedje het Love Song Festival. Op 1 maart 2003 won Nicola de Roemeense nationale finale voor het Eurovisiesongfestival in Riga. Op de internationale finale werd ze tiende met haar liedje "Don't break my heart".
1994: Dan Bittman · 
1998: Mălina Olinescu · 
2000: Taxi · 
2002: Monica Anghel & Marcel Pavel · 
2003: Nicola · 
2004: Sanda Ladoși · 
2005: Luminița Anghel & Sistem · 
2006: Mihai Trăistariu · 
2007: Todomondo · 
2008: Nico & Vlad Miriță · 
2009: Elena Gheorghe · 
2010: Paula Seling & Ovi · 
2011: Hotel FM · 
2012: Mandinga · 
2013: Cezar · 
2014: Paula Seling & Ovi · 
2015: Voltaj · 
2017: Ilinca feat. Alex Florea · 
2018: The Humans · 
2019: Ester Peony · 
2021: Roxen · 
2022: WRS · 
2023: Theodor Andrei